# Horton in Ribblesdale
Horton in Ribblesdale is een civil parish in het bestuurlijke gebied Craven, in het Engelse graafschap North Yorkshire.